# NXT Super Tuesday
NXT Super Tuesday fue un especial de televisión que se transmitió en vivo el 1 y 8 de septiembre de 2020 transmitido en el canal televisivo estadounidense USA Network para la empresa de lucha libre profesional WWE, donde la principal característica es la celebración del episodio #50 de NXT a través de USA Network.
El evento constó de dos partes y ambos se llevaron a cabo en Orlando, Florida, en la arena de la Universidad Full Sail.

## Antecedentes
Para llevar a cabo dicho evento, se pactaron algunas luchas como parte de rivalidades entre los luchadores, siendo la principal la coronación de un nuevo Campeón de NXT debido a que el anterior campeón Karrion Kross se había lesionado después de haber derrotado a Keith Lee para obtener dicho título. Para dicho encuentro, se pactó un 4-way 60-minutes Ironman Match entre Adam Cole, Finn Bálor, Johnny Gargano y Tommaso Ciampa. A la semana siguiente, se definió una lucha entre Finn Bálor y Adam Cole por el título.

## Resultados
En paréntesis se indica el tiempo de cada combate:

##### NXT Super Tuesday: 1 de septiembre
- Breezango (Fandango & Tyler Breeze) y Isaiah “Swerve” Scott derrotaron a Legado Del Fantasma (Santos Escobar, Raul Mendoza & Joaquin Wilde) en un Street Fight (11:53).
  - Scott cubrió a Escobar después de un «JML Driver».
  - Durante la lucha, Imperium (Marcel Barthel & Fabian Aichner) interfirieron en contra de Breezango.
- Candice LeRae derrotó a Kacy Catanzaro (con Kayden Carter) (3:00).
  - LeRae cubrió a Catanzaro después de una combinación de un «Leg Boston Crab» y «Stomp».
  - Después de la lucha, LeRae hizo una invitación para Tegan Nox a su casa.
- Timothy Thatcher derrotó a Bronson Reed (4:46).
  - Thatcher forzó a Reed a rendirse con un «Fujiwara Armbar».
  - Durante la lucha, Austin Theory interfirió en contra de Reed.
- Adam Cole, Finn Bálor, Johnny Gargano y Tommaso Ciampa terminaron sin resultado en un 60-Minute Iron Man Match por el vacante Campeonato de NXT (60:00).
  - La lucha fue declarada empate entre Bálor y Cole con un dos victorias cada uno.
  - Bálor cubrió a Cole después de un «Coup de Grâce» (Cole: 0 ; Bálor: 1 ; Gargano: 0 ; Ciampa: 0) (25:29).
  - Gargano cubrió a Bálor después de un «Project Ciampa» de Ciampa (Cole: 0 ; Bálor: 1 ; Gargano: 1 ; Ciampa: 0) (33:19).
  - Cole cubrió a Gargano después de un «Panama Sunrise» (Cole: 1 ; Bálor: 1 ; Gargano: 1 ; Ciampa: 0) (35:19).
  - Ciampa cubrió a Cole después de un «Project Ciampa» (Cole: 1 ; Bálor: 1 ; Gargano: 1 ; Ciampa: 1) (37:15).
  - Bálor cubrió a Ciampa después de un «Coup de Grâce» (Cole: 1 ; Bálor: 2 ; Gargano: 1 ; Ciampa: 1) (59:41).
  - Cole cubrió a Bálor después de un «Last Shot» (Cole: 2 ; Bálor: 2 ; Gargano: 1 ; Ciampa: 1) (59:59).
  - A causa del final de la lucha, William Regal determinó una lucha más por el Campeonato de NXT para la siguiente semana donde Bálor y Cole se enfrentarían para coronar al nuevo campeón.

##### NXT Super Tuesday II: 8 de septiembre
- Finn Bálor derrotó a Adam Cole y ganó el vacante Campeonato de NXT (23:09).
  - Bálor cubrió a Cole después de un «1916» desde la tercera cuerda.
- Velveteen Dream derrotó a Ashante Adonis (1:35).
  - Dream cubrió a Adonis después de un «Purple Rainmaker».
  - Después de la lucha, Dream fue atacado por KUSHIDA pero fueron separados por árbitros.
- Bronson Reed derrotó a Austin Theory (10:48).
  - Reed cubrió a Theory después de un «Tsunami».
- Roderick Strong (con Bobby Fish) derrotó a Killian Dain (4:05).
  - Strong cubrió a Dain después de un «Jumping Knee».
  - Durante la lucha, Fish inferirió a favor de Strong.
  - Después de la lucha, Dain fue atacado por Strong y Fish pero Drake Maverick salió a auxiliarlo aunque también sería golpeado por Dain.
- Rhea Ripley derrotó a Mercedes Martinez en un Steel Cage Match (14:21).
  - Ripley cubrió a Martinez después de un «Riptide» desde el esquinero sobre una mesa.
  - Durante la lucha, Robert Stone interfirió a favor de Martinez.